# Rüthi
Rüthi es una comuna suiza del cantón de San Galo, ubicada en el distrito de Rheintal. Limita al norte con la comuna de Oberriet, al este con Feldkirch (AT-8) y Meiningen (AT-8), y al sur y oeste con Altstätten.

## Transportes
Ferrocarril
Cuenta con una estación ferroviaria en la que efectúan parada de forma esporádica trenes de cercanías.